# 中隕鐵

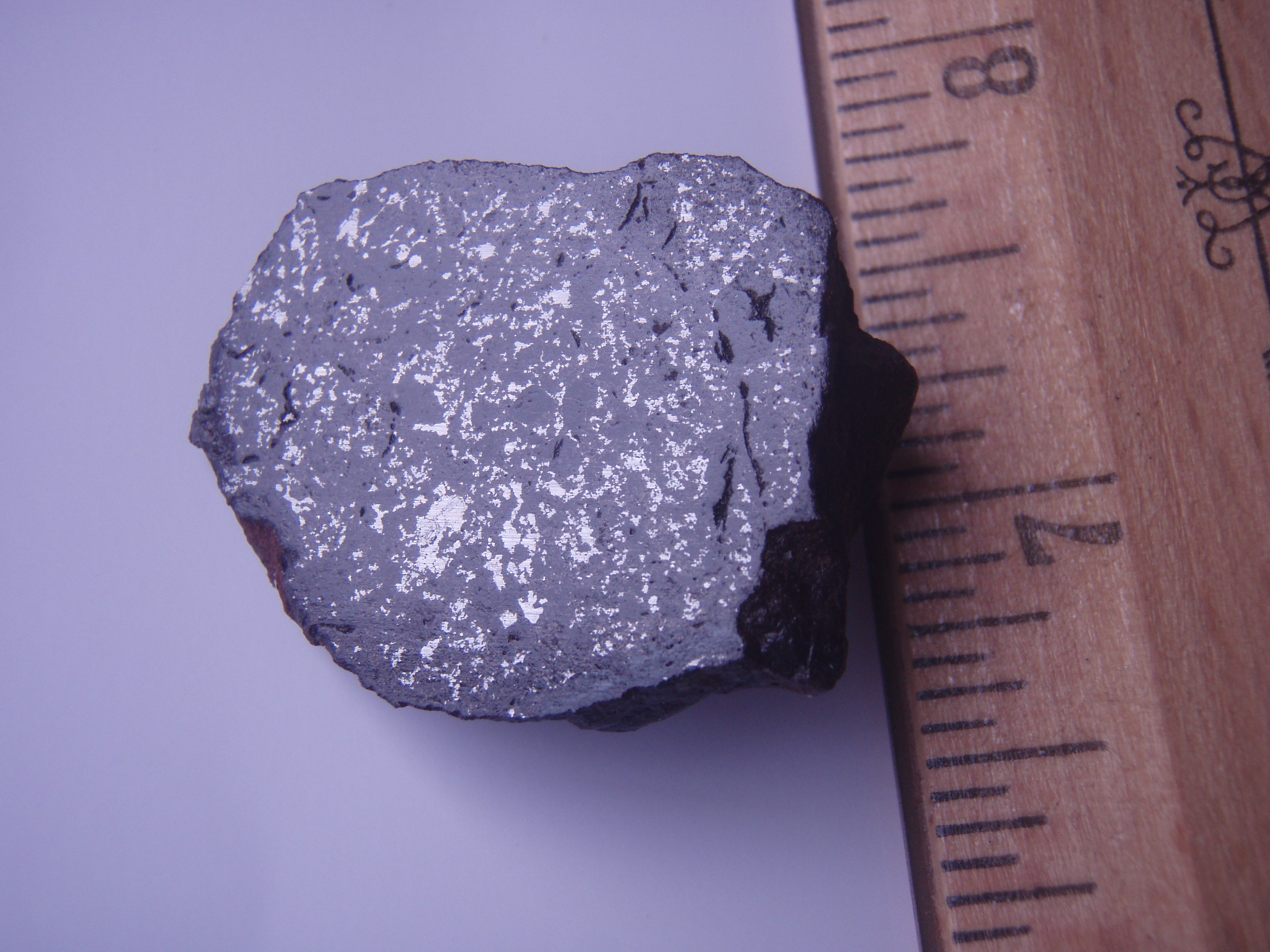
死牛(Vaca muerta)中隕鐵

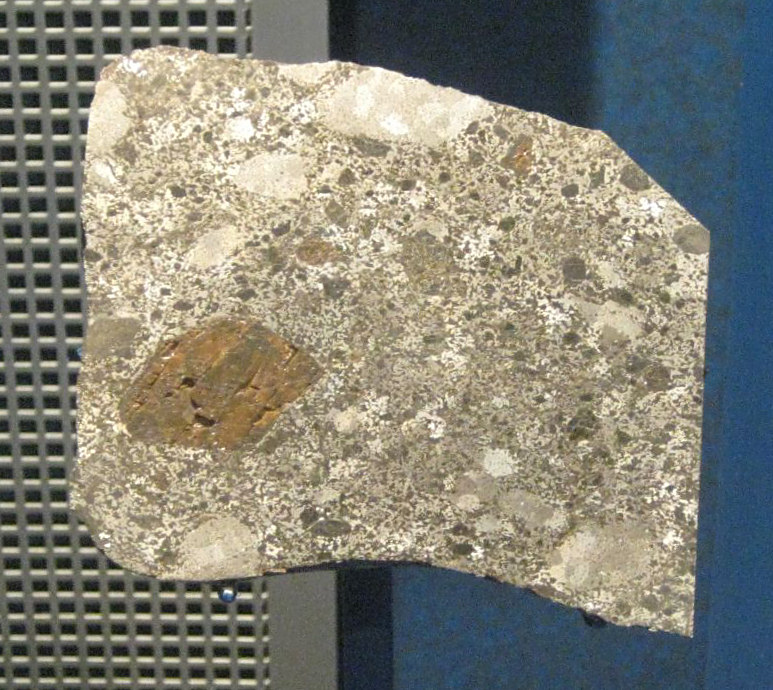
欣蓋提(Chinguetti)中隕鐵

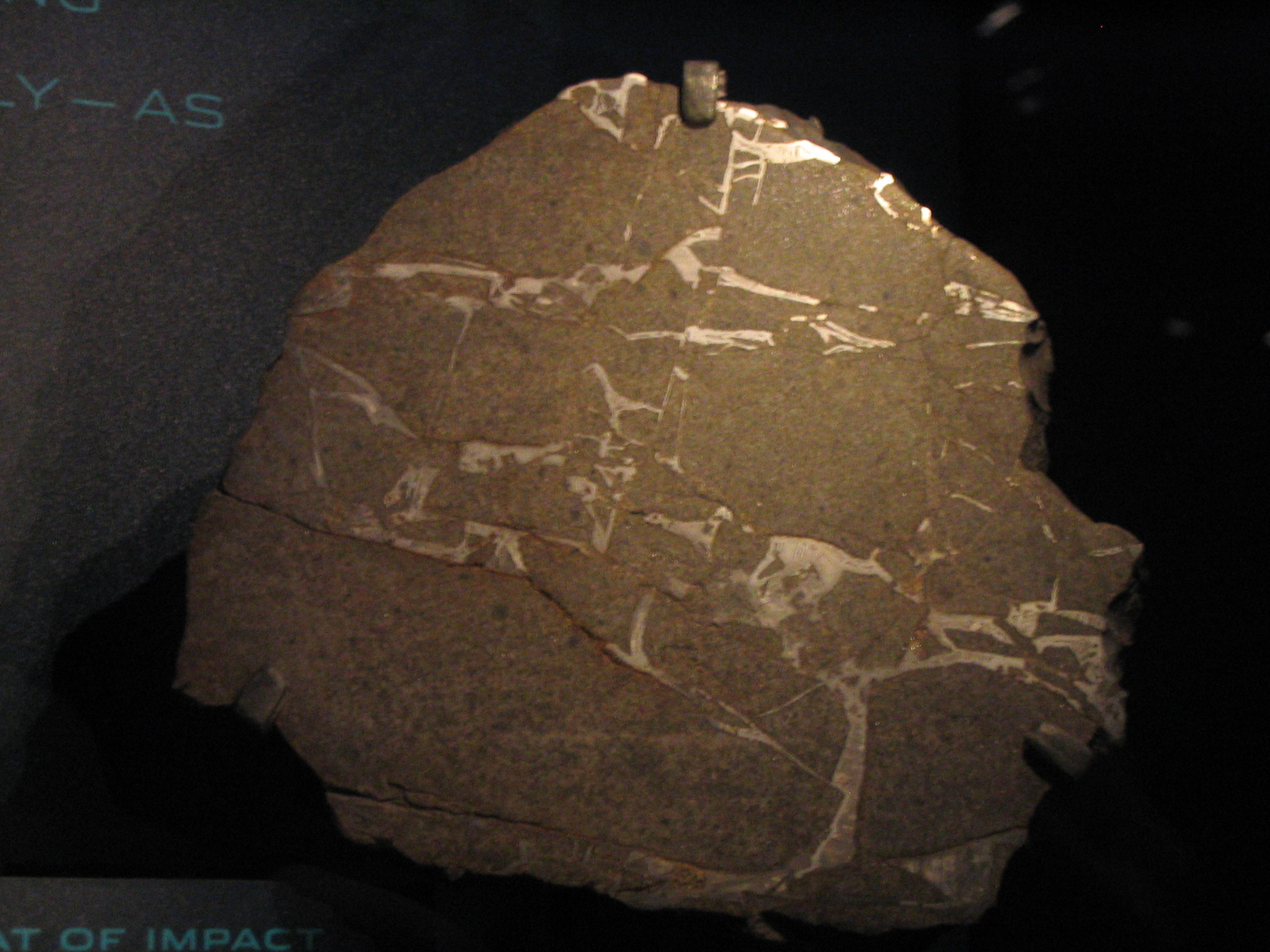
波特爾谷中隕鐵

中隕鐵，也稱為中鐵隕石，是含有大約等量的鐵鎳金屬和矽酸鹽的一種石鐵隕石。它們有著不規則紋理的角礫岩；矽酸鹽和金屬腫塊或卵石經常在在細緻的粒狀紋理中共生著。矽酸鹽的部分包括橄欖石、輝石和富鈣的長石，和類似的鈣長輝長無粒隕石和古銅無球隕石的成分。
它們是一種罕見的隕石，迄2009年6月只發現了145顆（44顆來自南極洲），並且只有7顆是被觀測到的墜落隕石。另一方面，有些中隕鐵是已知最大的隕石。

## 死牛隕石
在智利亞他加馬沙漠發現的死牛隕石，在廣大的散落區發現許多的碎片，總重量達到3.8公噸。它們在19世紀第一次被發現時，因為被銀色光澤的金屬包覆著，因此被誤認為是一個露頭的銀礦。後來，進行了一個分析發現其性質是鎳與鐵的成分，因此確定真實的身分是一種隕石。右邊圖片顯示的是一顆表面拋光的死牛隕石切片。

## 墜落的中隕鐵
最近的中隕鐵墜落事件於1995年9月7日發生在中國的東烏珠穆，三大塊的碎片總共有129公斤重。1879年5月10日在美國愛荷華州的Estherville 也有中隕鐵墜落。在看見明亮的火球之後，在一陣隕石與之下有幾個大塊和無數小塊的隕石被發現，總重量有320公斤。1935年3月12日有許多碎片(超過50顆)墜落在波蘭的羅威兹(Lowicz)，總重量有59公斤。其他觀察到的墜落中隕鐵還有1842年在西班牙的巴雷亞(Barea)、1880年在伊朗的瓦拉明郡(Varamin)、1933年巴布亞新磯內亞的Dyarrl島、和1935年在印度的Patwar。傳奇的欣蓋提隕石也應該是一顆中隕鐵。

## 外部連結
- Mesosiderite images from Northern Arizona University
- Mesosiderite images（页面存档备份，存于） from Meteorites Australia